# فربد مرشدزاده
فربد مرشدزاده (زادهٔ ۱۸ مرداد ۱۳۵۳، تهران) نقاش و هنرمند نوگرای ایرانی است. سبک هنری او عموما فیگوراتیو است و موضوعات اجتماعی چون خشونت را در نقاشی‌های خود بازتاب می‌دهد. او از‌جمله معدود هنرمندان معاصر ایرانی است که به هویت جنسی و دگرباشی در کارهای خود پرداخته است.

## زندگی‌نامه

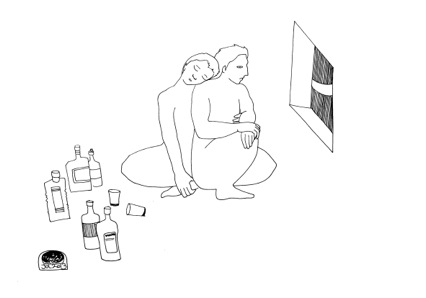
دو عاشق، اثر مرشدزاده

فربد مرشدزاده در ۱۳۵۳ خورشیدی در تهران به دنیا آمد و در هشت سالگی به‌همراه والدینش به رودهن مهاجرت کرد. در سال ۱۳۷۲ در رشته نقاشی عمومی در دانشگاه آزاد اسلامی نام‌نویسی کرد و تحصیلات هنری خود را زیر نظر استادانی چون معصومه مظفری، نصرت الله مسلمیان و بابک اطمینانی انجام داد. در سال ۱۳۷۶ مدرک کارشناسی و در ۱۳۸۰ مدرک کارشناسی ارشد خود را از همان دانشگاه دریافت کرد. او نخستین نمایشگاه گروهی خود را در ۱۳۷۸ در نگارخانه برگ و نخستین نمایشگاه خود را در ۱۳۸۲ در نگارخانه طراحان آزاد برگزار کرد.
در سال ۲۰۰۴ میلادی، او به هند رفت تا در‌زمینه جنسیت و هویت جنسی تحت‌نظر آر. راج رائو پژوهش کند.

## سبک
کارهای مرشدزاده تاثیرگرفته از فضای ایران و بیان‌کننده آن‌ها با زبان نمادین است. او به‌طور گسترده به خشونت در چندین اثر خود پرداخته است؛ موضوعی که به باورش «برای مبارزه با آن، باید بی‌عمل بود.» او در کارهای خود مخالفتش را با اعدام و زندانی کردن زندانیان سیاسی در ایران ابراز کرده است. زنان از تم‌های اصلی کارهای او هستند؛ زنانی که از سرکوب و ناعدالتی فریاد می‌زنند یا نگاه غمناکی به دوردست دارند. چهره کسانی که زجر می‌کشند و از شکنجه شدن به فریاد می‌رسند نیز در بسیاری مجموعه‌های او دیده می‌شوند. نقاشی‌های او همچنین گاه دارای فضای غم‌انگیز و تاریک هستند. مرشدزاده خود این فضا را نتیجه مهاجرت خانواده‌اش در کودکی از فضایی شلوغ و مملو از نزدیکان در تهران به فضایی کوچک‌تر و غریبه در حومه شهر می‌داند.